# Стефан Холм
Стефан Кристијан Холм (швед. Stefan Christian Holm; Форшага, 25. мај 1976.) некадашњи је шведски атлетичар, освајач златне олимпијске медаље, сребра на Светском првенству и једне сребрне и једне бронзане медаље на Европском првенству у дисциплини скок у вис. Четири пута је освајао златне медаље на Светским првенствима у дворани. На Европским првенствима у дворани има два злата и једно сребро. Његов лични рекорд је 2,37 м на отвореном и 2.40 м у дворани.

## Међународна такмичења
| Представљајући Шведску | Представљајући Шведску        | Представљајући Шведску          | Представљајући Шведску | Представљајући Шведску |
| Година                 | Такмичење                     | Место                           | Пласман                | Резултат               |
| ---------------------- | ----------------------------- | ------------------------------- | ---------------------- | ---------------------- |
| 1993                   | Европско првенство за јуниоре | Сан Себастијан, Шпанија         | 11.                    | 2.06 м                 |
| 1994                   | Светско првенство за јуниоре  | Лисабон, Португалија            | 7.                     | 2.10 м                 |
| 1995                   | Европско првенство за јуниоре | Њиређхаза, Мађарска             | 6.                     | 2.17 м                 |
| 1997                   | Светско првенство у дворани   | Париз, Француска                | 8.                     | 2.25 м                 |
| 1998                   | Европско првенство у дворани  | Валенсија, Шпанија              | 19.                    | 2.20 м                 |
| 1998                   | Европско првенство            | Будимпешта, Мађарска            | 7.                     | 2.27 м                 |
| 1999                   | Светско првенство у дворани   | Маебаши, Јапан                  | 6.                     | 2.25 м                 |
| 1999                   | Универзијада                  | Палма де Мајорка, Шпанија       | 4.                     | 2.25 м                 |
| 1999                   | Светско првенство             | Севиља, Шпанија                 | 10.                    | 2.25 м                 |
| 2000                   | Европско првенство у дворани  | Гент, Белгија                   | 4.                     | 2.32 м                 |
| 2000                   | Олимпијске игре               | Сиднеј, Аустралија              | 4.                     | 2.32 м                 |
| 2001                   | Светско првенство у дворани   | Лисабон, Португалија            | 1.                     | 2.32 м                 |
| 2001                   | Светско првенство             | Едмонтон, Канада                | 4.                     | 2.30 м                 |
| 2001                   | Игре добре воље               | Бризбејн, Аустралија            | 1.                     | 2.33 м                 |
| 2002                   | Европско првенство у дворани  | Беч, Аустрија                   | 2.                     | 2.30 м                 |
| 2002                   | Европско првенство            | Минхен, Немачка                 | 2.                     | 2.29 м                 |
| 2003                   | Светско првенство у дворани   | Бирмингем, Уједињено Краљевство | 1.                     | 2.35 м                 |
| 2003                   | Светско првенство             | Париз, Француска                | 2.                     | 2.32 м                 |
| 2004                   | Светско првенство у дворани   | Будимпешта, Мађарска            | 1.                     | 2.35 м                 |
| 2004                   | Олимпијске игре               | Атина, Грчка                    | 1.                     | 2.36 м                 |
| 2005                   | Европско првенство у дворани  | Мадрид, Шпанија                 | 1.                     | 2.40 м                 |
| 2005                   | Светско првенство             | Хелсинки, Финска                | 7.                     | 2.29 м                 |
| 2006                   | Светско првенство у дворани   | Москва, Русија                  | 5.                     | 2.30 м                 |
| 2006                   | Европско првенство            | Гетеборг, Шведска               | 3.                     | 2.34 м                 |
| 2007                   | Европско првенство у дворани  | Бирмингем, Уједињено Краљевство | 1.                     | 2.34 м                 |
| 2007                   | Светско првенство             | Осака, Јапан                    | 4.                     | 2.33 м                 |
| 2008                   | Светско првенство у дворани   | Валенсија, Шпанија              | 1.                     | 2.36 м                 |
| 2008                   | Олимпијске игре               | Пекинг, Кина                    | 4.                     | 2.32 м                 |

## Након такмичарске каријере
Постао је члан МОК-а на 125. заседању МОК-а у Буенос Ајресу у септембру 2013. У октобру 2019. најавио је да ће напустити своје место после Олимпијских игара 2020.
Холмов син је Мелвин Лик Холм, победио је у скоку увис на Европском првенству за јуниоре 2023.